# 阿森多夫
阿森多夫是德国下萨克森州迪普霍尔茨县的一个市镇。总面积58.16平方公里，总人口2994人，其中男性1491人，女性1503人（2011年12月31日），人口密度51人/平方公里。